# Cratere Naumann
Naumann è un cratere lunare di 9,93 km situato nella parte nord-occidentale della faccia visibile della Luna.